# El colgamiento de la campana Segismundo
El colgamiento de la campana Segismundo en la torre de la catedral de Cracovia en 1521 (originalmente en polaco: Zawieszenie dzwonu Zygmunta na wieży katedry w Krakowie w 1521 roku) es un óleo de Jan Matejko terminado en 1874, que muestra la instalación de la campana Segismundo en la catedral de Wawel en Cracovia en 1521, campana que se instaló en la Torre de Segismundo y se considera uno de los símbolos de Polonia. Al igual que otras de sus obras, el cuadro es una pintura de historia en la que Matejko retrata un grupo de personas, algunos de ellos figuras de importancia histórica, y transmite la era dorada del renacimiento en Polonia y el poder del Reino de Polonia.
Existen varios nombres alternativos para la pintura, incluyendo La consagración de la campana Segismundo... (Poświęcenie dzwonu Zygmunta...), como propone Mieczysław Treter, La elevación de la campana Segismundo..., Campana del rey Segismundo, o simplemente Campana Segismundo. Forma parte de la colección del Museo Nacional de Varsovia.

## La campana

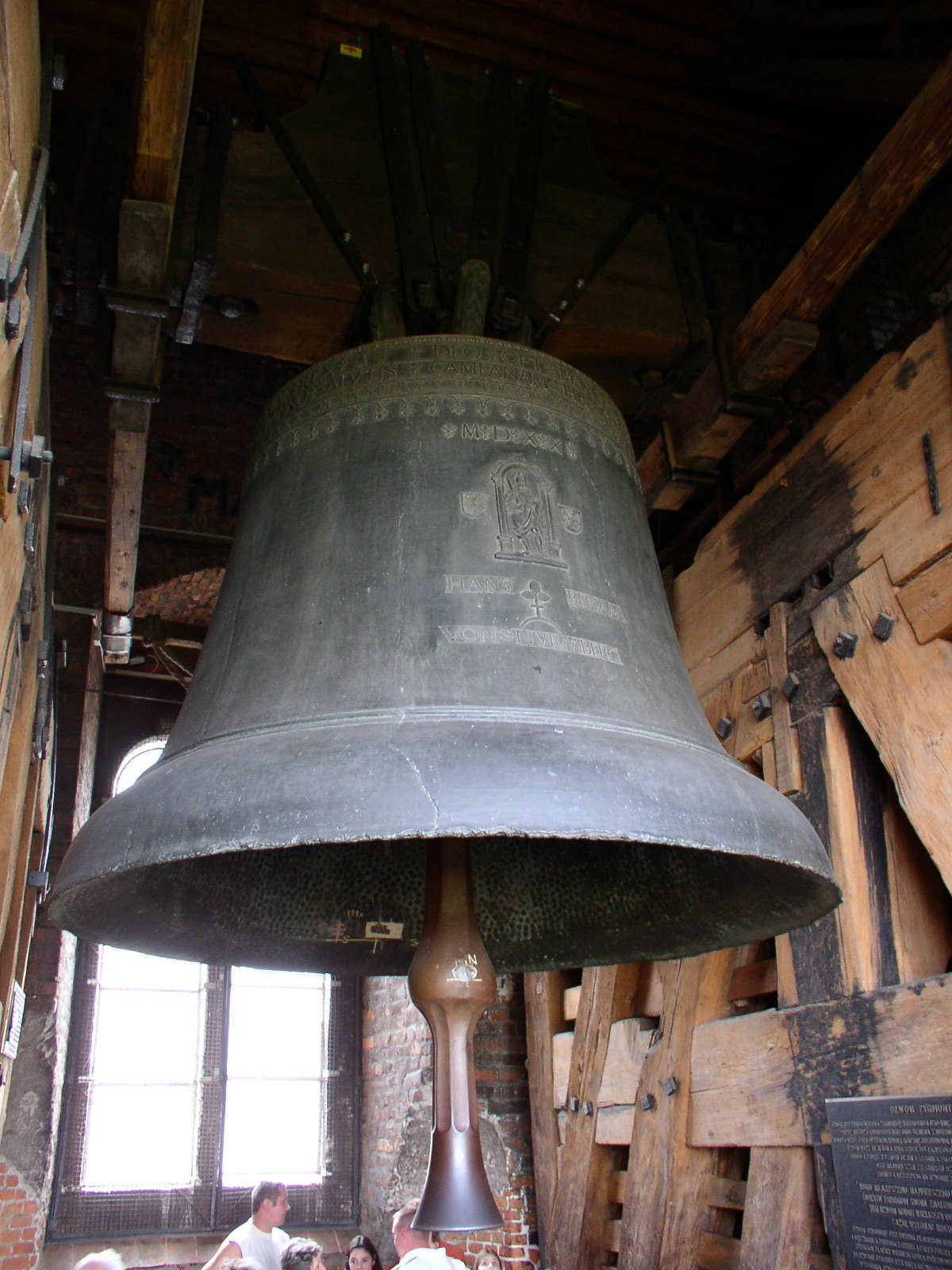
La campana.

La Campana Segismundo (Dzwon Zygmunta) es la más grande de las campanas que cuelgan en la Torre de Segismundo en la catedral de Wawel, sede de la arquidiócesis de Cracovia. Fue un encargo de Segismundo I a Hans Beham, de Núremberg, que se tañó por primera vez el 13 de julio de 1521, y vuelve a tocarse en fechas importantes de Polonia, cívicas y religiosas, además de eventos importantes como las visitas que realizó Juan Pablo II o el accidente aéreo del Tu-154 de 2010.
Fundida en bronce, tiene grabadas las imágenes de san Estanislao y san Segismundo, junto al águila de las armas de Polonia y el caballero de las armas de Lituania.

## Historia
La pintura fue realizada en 1874. Durante su ejecución, Matejko contrató a un grupo de artesanos para que crearan una réplica del andamiaje que se utilizó para mover la campana e identificó su ubicación original probable, con el fin de que su cuadro fuera realista. Asimismo, Matejko empleó a sus familiares como modelos; se puede afirmar que la pintura contiene a todos los miembros de su familia.
En cuanto a la crítica, tuvo una buena recepción entre sus contemporáneos. Tanto es así que el conde Stanisław Tarnowski publicó una crítica positiva en 1875 en una edición de Przegląd Polski, el mismo año en que fue exhibida en París y que probablemente contribuyó al reconocimiento de su autor en la Academia Francesa; tres años después fue exhibida nuevamente como parte de la Exposición Universal de 1878 donde fue galardonado con una medalla de oro honoraria. Allí se expusieron también otras dos pinturas de Matejko —la Unia lubelska y Wacław Wilczek—.

## Composición y significado
Matejko estaba interesado en la época del Renacimiento en Polonia, y esta pintura es una de las que ambientó en ese periodo, con una composición colorida pero realista, que evoca el poder del reino, y muestra tanto a su élite como a gentes del común. El lado izquierdo del cuadro se concentra en la riqueza y gloria de la época, mientras que el derecho muestra el trabajo duro de personas ordinarias que hicieron posible esta grandeza. Si bien los nombres que se le han dado al cuadro hablan en general del colgamiento de la campana, en realidad no muestra este momento sino la salida del molde en que fue fundida.
En la multitud de la izquierda, se encuentra la corte real, donde se puede identificar a Segismundo I, su familia (incluyendo a su segunda esposa Bona Sforza), y el bufón Stańczyk. Tanto el patrón de la campana, Segismundo I, como su hijo, Segismundo II, fueron reyes de Polonia y grandes duques de Lituania que dieron inspiración a otras obras de Matejko. Otras figuras de la corte incluyen al banquero Jan Boner, el comerciante Seweryn Bethman, el voivoda Stanisław Kmita, el obispo Jan Chojeński consagrando la campana y el canónigo Grzegorz Lubrański. A la derecha, se encuentra el maestro fundidor Hans Beham sobre la campana, con dos figuras vestidas de colores oscuros entre él y la corte: el arquitecto Bartolommeo Berrecci y el músico Bálint Bakfark. Al fondo, se aprecia el castillo de Wawel.
Al igual que en otras de sus obras, Matejko incluyó personas que consideraba importantes para la época, pero que no pudieron estar presentes en la escena, como Segismundo II, quien tendría entonces un año de edad, y el músico Bakfark, quien en realidad llegó a Polonia dos décadas después de la fundición de la campana. En 1885, Matejko pintó un cuadro que puede considerarse una secuela, Segismundo I escuchando la campana Segismundo (Zygmunt I słuchający Dzwonu Zygmunta) que muestra a un Segismundo y un Stańczyk de mayor edad contemplando el paso de su era.